# Criterium Asów 1953
III Criterium Asów odbył się 11 października 1953. Zwyciężył Zbigniew Raniszewski.

## Wyniki
- 11 października 1952 (niedziela), Stadion Polonii Bydgoszcz

| Msc. | Zawodnik             | Klub               | Pkt |               |  |
| ---- | -------------------- | ------------------ | --- | ------------- |  |
| 1    | Zbigniew Raniszewski | Gwardia Bydgoszcz  | 14  | (brak danych) |  |
| 2    | Edward Kupczyński    | Spójnia Wrocław    | 14  | (brak danych) |  |
| 3    | Florian Kapała       | Kolejarz Rawicz    | 14  | (brak danych) |  |
| 4    | Janusz Suchecki      | Budowlani Warszawa | 11  | (brak danych) |  |
| 5    | Bolesław Bonin       | Gwardia Bydgoszcz  | 10  | (brak danych) |  |
| 6    | Tadeusz Fijałkowski  | Budowlani Warszawa | 10  | (brak danych) |  |
| 7    | Alfred Spyra         | Gwardia Bydgoszcz  | 8   | (brak danych) |  |
| 8    | Marian Kuśnierek     | Unia Leszno        | 7   | (brak danych) |  |
| 9    | Władysław Kamrowski  | Budowlani Warszawa | 6   | (brak danych) |  |
| 10   | Andrzej Krzesiński   | Unia Leszno        | 6   | (brak danych) |  |
| 11   | Józef Wieczorek      | Górnik Rybnik      | 4   | (brak danych) |  |
| 12   | Bolesław Puper       | Ogniwo Łódź        | 4   | (brak danych) |  |
| 13   | Józef Olejniczak     | Unia Leszno        | 3   | (brak danych) |  |
| 14   | Marian Philipp       | Górnik Rybnik      | 3   | (brak danych) |  |
| 15   | Mieczysław Kosierb   | Spójnia Wrocław    | 1   | (brak danych) |  |
| 16   | Tadeusz Teodorowicz  | Spójnia Wrocław    | 1   | (brak danych) |  |